# 和平路駅 (天津市)

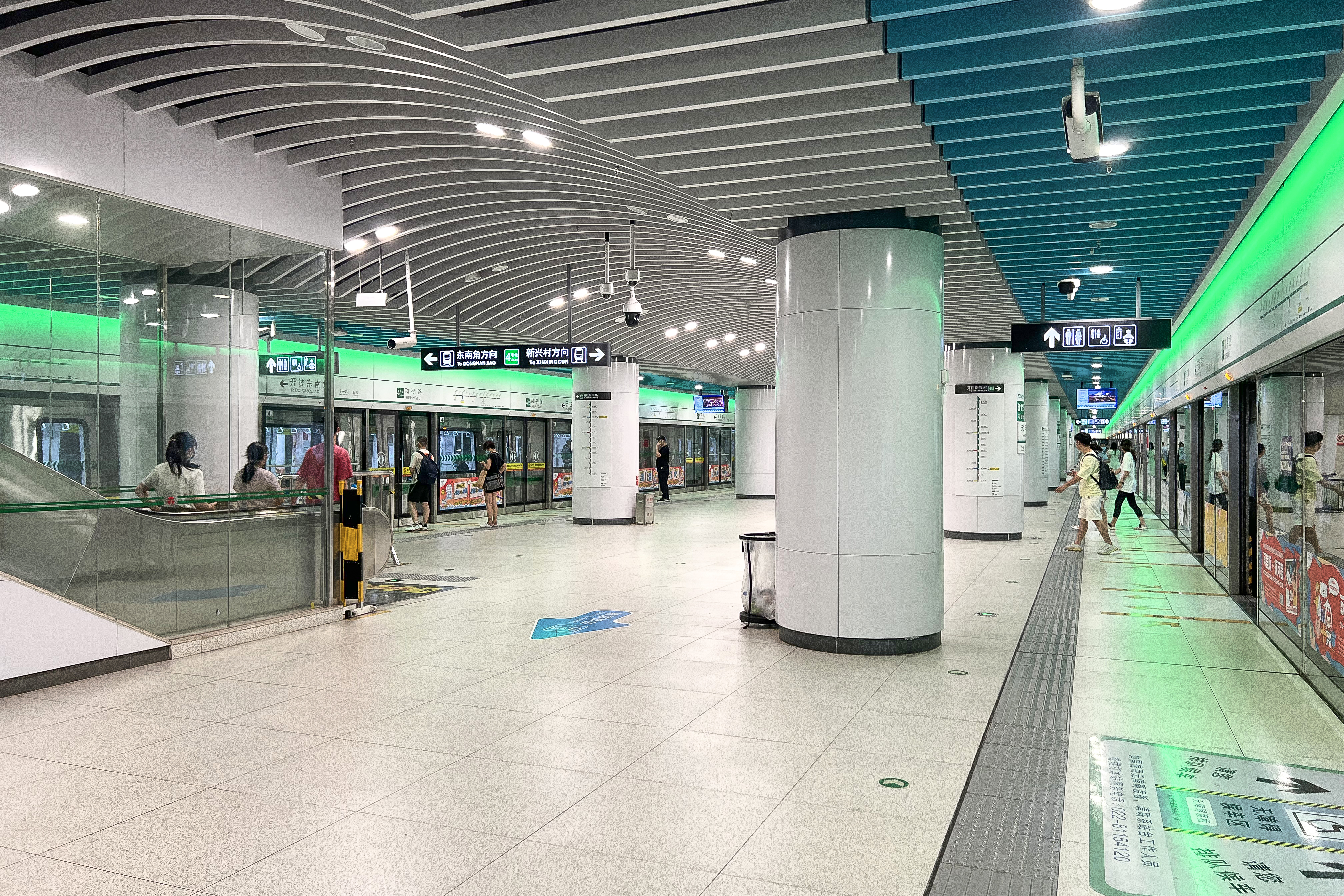
4号線ホーム

和平路駅（わへいろ-えき）は中華人民共和国天津市和平区に位置する天津地下鉄3号線および4号線の駅。

## 駅構造
- 6つの出入口が存在しており、A～D出入口は3号線の駅コンコースに、H～G出入口は4号線の駅コンコースに繋がっている。工事進捗の遅れから両路線の乗り継ぎには、改札外乗り換えが必須となっている[1]。

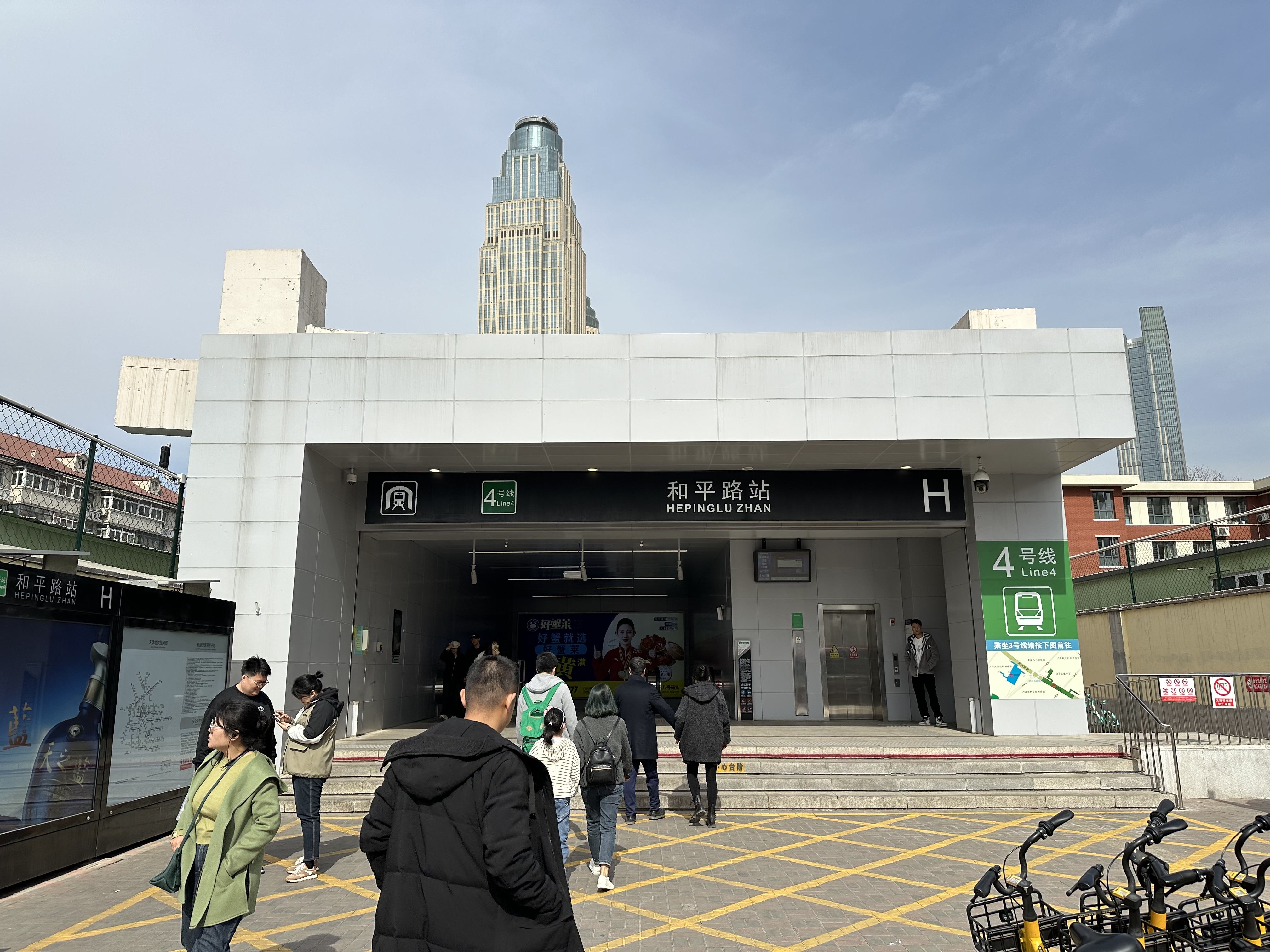
4号線H出入口(2024年3月)
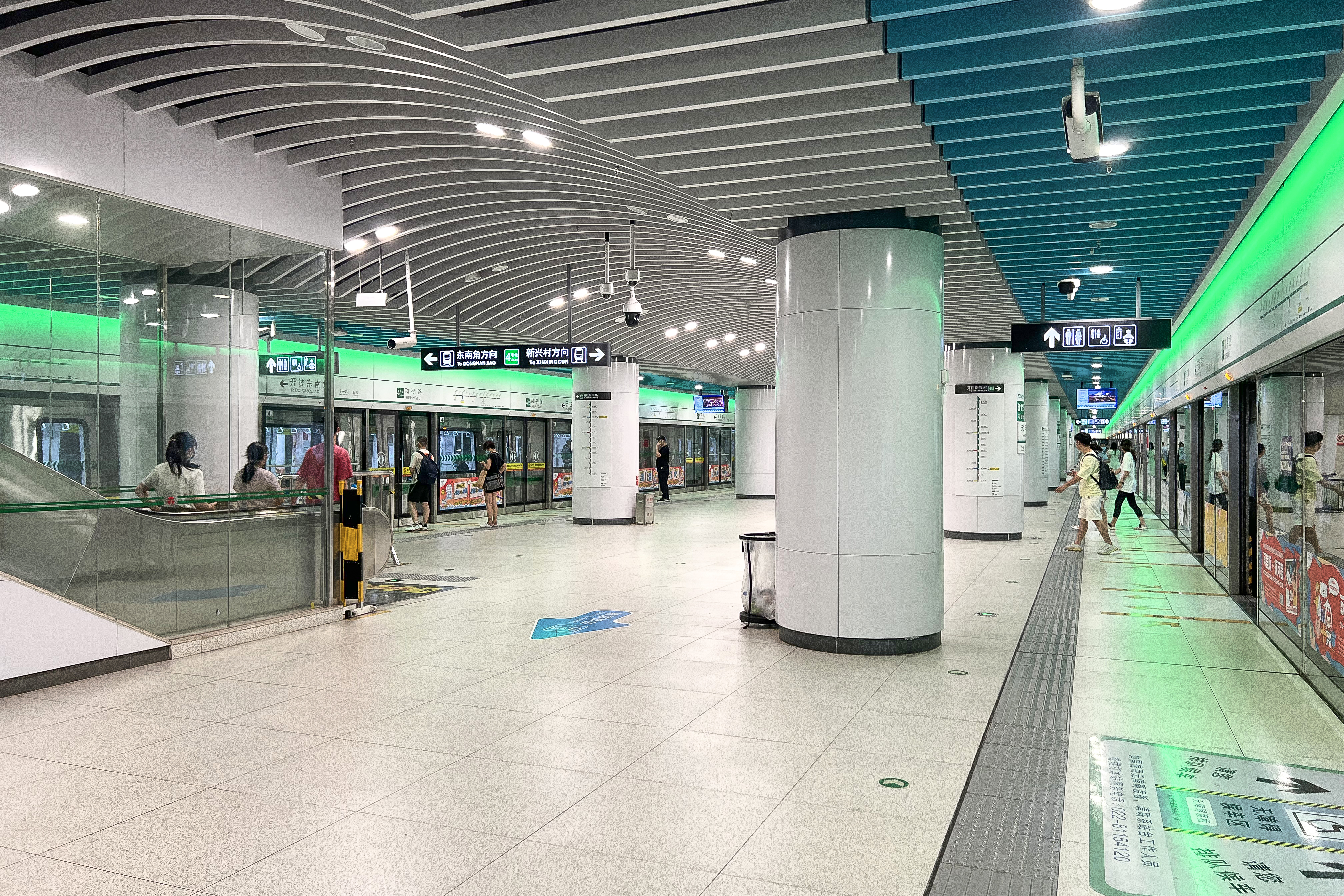
4号線ホーム(2023年6月)

## 歴史
- 2012年10月1日 - 3号線が開業。[2]
- 2021年12月28日 - 4号線が開業[3]。

## 隣の駅
■3号線
営口道駅 - 和平路駅 - 津湾広場駅
■4号線
金街駅 - 和平路駅 - 徐州道駅